# 아쉬크 케립
아쉬크 케립(Ashug-Karibi, Ashik-Kerib)은 조지아에서 제작된 도도 아바시드제 감독의 1988년 드라마, 멜로/로맨스 영화이다. 미하일 레르몬토프의 동명의 단편소설을 바탕으로 제작되었다.